# Robert Förstemann
Robert Förstemann (ur. 5 marca 1986 w Greiz) – niemiecki kolarz torowy, brązowy medalista olimpijski, wielokrotny medalista mistrzostw świata i Europy.

## Kariera
Pierwszy sukces na arenie międzynarodowej Robert Förstemann osiągnął w 2004 roku, kiedy na mistrzostwach świata juniorów zdobył wraz z kolegami złoty medal w sprincie drużynowym. W 2005 roku został wicemistrzem Europy juniorów w tej samej konkurencji, a w 2007 roku, podczas mistrzostw świata w Palma de Mallorca wspólnie z Maximilianem Levym i Stefanem Nimke wywalczył brązowy medal. W tym samym składzie Niemcy zdobyli brąz na mistrzostwach świata w Pruszkowie w 2009 roku, a na rozgrywanych rok później mistrzostwach świata w Kopenhadze byli najlepsi. W 2012 roku brał udział w igrzyskach olimpijskich w Londynie, gdzie razem z René Endersem i Maximilianem Levym zdobył brązowy medal w sprincie drużynowym. W takim składzie Niemcy zajęli drugie miejsce na mistrzostwach świata w Cali w 2014 roku. W sprincie drużynowym Förstemann zdobył ponadto złote medale na mistrzostwach Europy w Pruszkowie w 2010 roku, mistrzostwach Europy w Apeldoorn w 2011 roku i mistrzostwach Europy w Apeldoorn w 2013 roku. Na tej ostatniej imprezie był także drugi indywidualnie. Jest także wielokrotnym medalistą mistrzostw kraju.